# Каванабэ Кёсай
Кёсай Каванабэ (яп. 河鍋 暁斎 Каванабэ Кё:сай, 18 мая 1831 — 26 апреля 1889) — японский художник школы Кано, график, иллюстратор. Также известен как Gyôsai Chikamaro и под псевдонимами Сэйсэй Кёсай, Сюрансай, Байга Додзин.

## Биография

### Ранние годы
Родился 18 мая 1831 года в провинции Симоса в семье самурая. В детстве носил имя Сюдзабуро (周三郎). В 1832 году его семья переехала в Эдо (ныне Токио), где его отец поступил на службу в сёгунат в качестве пожарного.
С ранних лет проявил художественные способности. В 1837 году, в возрасте 6 лет, начал обучение рисованию в школе известного художника стиля укиё-э Утагавы Куниёси. Через два года, в 1840 году, он поступил в мастерскую живописца школы Кано Маэмуры Товы (Maemura Towa), который дал ему прозвище-каламбур — Сюту-гаки («Демон живописи»), словом гаки, в средневековой буддийской мифологии, назывались вечно голодные демоны, а также это слово имеет значение «малыш», «сорванец». Кёсай с детства отличался независимым, резким и своенравным характером.
В 1848 году он перешёл в мастерскую Кано Тохаку Тансин — главный филиал школы Кано, где написал свою первую известную работу Бисямон. В 1849 году он завершил своё формальное обучение и получил художественное имя Кано Тоику Нориюки.

### Самостоятельная карьера
После окончания школы он был принят художником Цубоямой Тодзаном, но в конце 1852 года их пути разошлись из-за распутного поведения Кёсая. В 1854 году, после смерти его ранних учителей, он разорвал связь со школой Кано и начал собственную карьеру. Несмотря на это, он до 1859 года регулярно посещал школу Кано, где продолжал учиться. Его ранние работы были написаны в стиле, известном как Кёга (kyōga — сумасшедшие изображения), от которого происходит его собственное имя Кёсай.
В 1857 году он женился на первой из своих четырёх жён Окиё и открыл собственный магазин. В 1860 году у него родился сын Сёдзабуро.
1863 год ознаменовался началом основного периода творчества Кёсая как создателя гравюр. В это время им было создано около 60 работ, в том числе серия гравюр «Гёрэцу Токайдо» (яп. 行列東海道 Gyōretsu Tōkaidō), которая была посвящена визиту сёгуна в Киото, а также серия кёга «Сто картин Кёсая» (яп. 狂斎百図 Kyōsai hyakuzu). В сотрудничестве с Кунисадой Утагава и другими художниками он создаёт иллюстрации к нескольким новеллам и романам. С 1869 по 1872 год Кёсай участвует в создании альбома «Путешествие по аду и раю» (яп. 地獄極楽廻り図 Jigoku gokuraku meguri zu), который был создан для его покровителя, в память о его дочери, умершей в раннем возрасте. Работы были наполнены чувством юмора и были призваны показать, что дочь патрона, умерев, принимает участие в празднестве загробного мира, который населён исключительно красивыми и талантливыми людьми.

### Арест
В октябре 1870 года Кёсай принял участие в празднованиях по поводу выхода книги поэта-хайкудзина Кикакудо Удзяку (Kikakudo Ujaku), которые проходили в одном из ресторанов. Во время застолья Кёсай изрядно напился и сделал несколько рисунков, в которых в сатирической форме изобразил представителей власти. Вскоре он был арестован и помещён под стражу. Там он содержался в течение нескольких месяцев, а затем, в январе 1871 года, был приговорен к пятидесяти ударам плетью, после чего был отпущен. В тюрьме он достаточно сильно подорвал здоровье и до конца 1871 года не занимался рисованием.

### Контакт с западными знаменитостями
В конце XIX века Японию посещали западные исследователи культуры и этнографы, которые интересовались японской традиционной живописью. Кёсай Канавабэ познакомился с несколькими из них. В их числе были американский этнограф Эрнест Феноллоза и французский промышленник и коллекционер Эмиль Гиме (см. Музей Гиме), который посетил его в 1876 году, а позже написал свои воспоминания в эссе под названием «Японские прогулки» (фр. Promenades japonaises). Кёсай также познакомился с британским архитектором Джосайей Кондером, с которым они поддерживали отношения вплоть до самой смерти Кёсая в 1889 году. Вернувшись в Англию, Джосайя Кондер написал книгу, изданную в 1911 году под названием Paintings and Studies by Kawanabe Kyosai.
Работы художника стали известны на Западе благодаря шотландскому хирургу и коллекционеру японской живописи Уильяму Андерсону (William Anderson), который покупал их у автора, помогая тому финансово. Коллекция Андерсона в настоящее время представляет собой ядро японских картин в Британском Музее.